# آگنس بورگوندی
آگنس بورگوندی (انگلیسی: Agnes of Burgundy, Duchess of Bourbon؛  (دسامبر۱۴۷۶ (۶۸−۶۹ سال)  ) دوشس بوربون دختر جان نترس و مارگارت باواریا بود.